# Vremja sobirat kamni
Vremja sobirat kamni (russisk: Время собирать камни) er en russisk spillefilm fra 2005 af Aleksej Karelin.

## Medvirkende
- David Bunners som Ohnesorg
- Vladimir Vdovitjenkov som Demin
- Olga Krasko som Nela
- Andrej Fedortsov som Vasilij Mukhin
- Vladimir Mensjov